# Aéroport de Shoreham
Pour les articles homonymes, voir ESH.
L'aéroport de Shoreham (code IATA : ESH • code OACI : EGKA) est un aéroport ouvert à la circulation aérienne publique (Civil aviation authority ou CAA) et situé sur le territoire de la paroisse civile (civil parish) de Shoreham-by-Sea dans le Sussex de l'Ouest (Angleterre).
Il est utilisé aujourd'hui pour l'aviation de tourisme et d'affaires et l'instruction à la navigation aérienne.

## Histoire
Construit en 1910-1911, il est l'un des plus anciens aéroports du monde avec le College Park Airport et l'aéroport de Hambourg.

## Installations

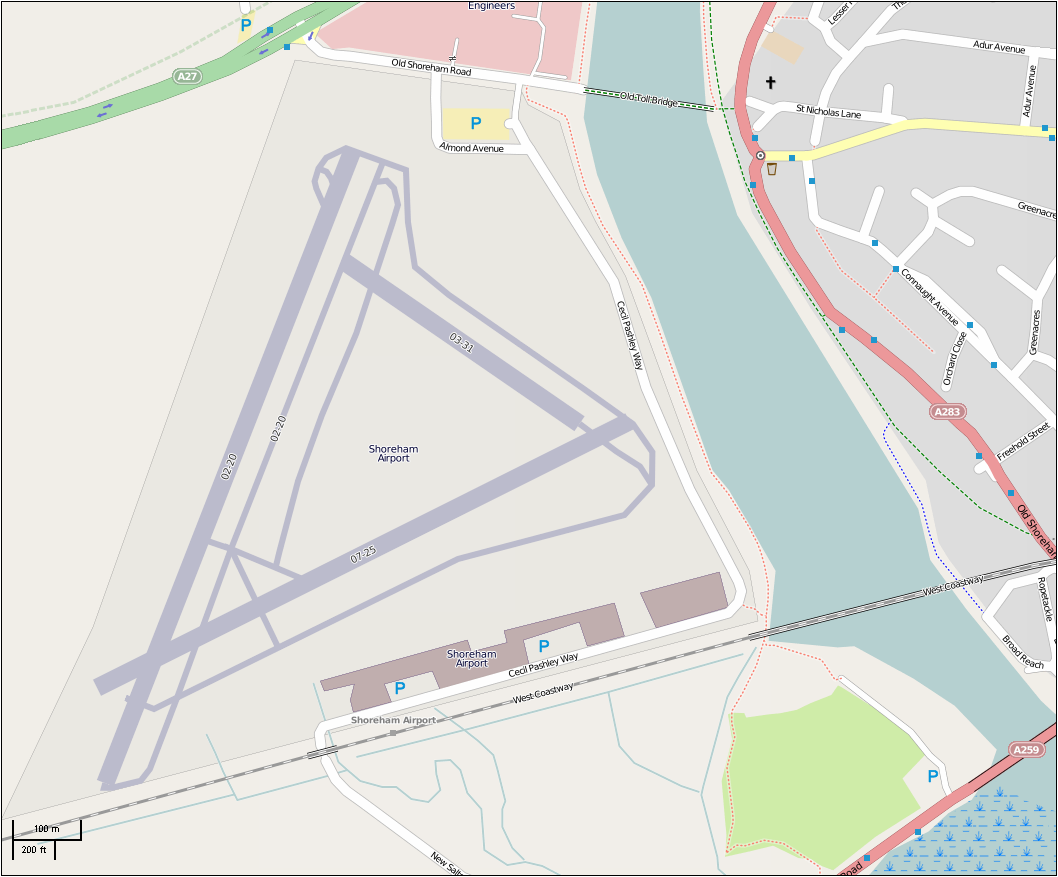
Plan des pistes.

## Accident
Pendant le meeting aérien organisé par la "Royal Air forces association" le 22 août 2015 un jet militaire un "Hawker Hunter" a raté son looping et s'est écrasé sur une voie rapide près de la piste en provoquant la mort de 11 personnes.

## Anecdotes
L'aéroport sert de décor à des scènes du film Da Vinci Code.